# 홀리 웨버

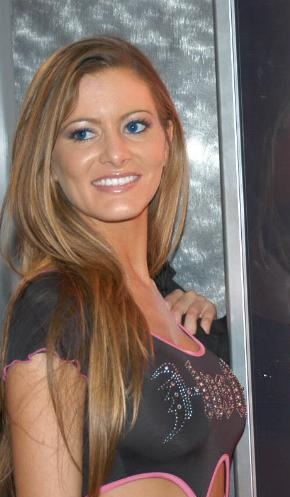

홀리 웨버(Holly Beth Weber, 1984년 9월 20일 ~ )는 미국의 배우, 모델이다.
로마린다에서 태어났다.

## 영화
- 스튜디오 클럽 (2014년)
- 악마의 무덤 (2009년)
- 분노의 질주: 더 오리지널 (2009년)
- 조한 (2008년)
- 프로스트 VS 닉슨 (2008년)
- 슈퍼게이터 (2007, Supergator)